# Hondstandroest
Hondstandroest (Uromyces erythronii) is een autoecische schimmel in de familie Pucciniaceae. Hij komt voor op hondstand.

## Kenmerken
Spermogonia
De bolvormige, tot iets conische spermogonia komen in groepjes zowel op de voorkant als de achterkant van het blad voor. Het kleurloze pseudoperidium is naar buiten gebogen.
Aecia
De aecia zijn erg klein en komen voor in dichte groepen die over het algemeen afgeronde of langwerpige, verspreide vlekken op de bladeren en stengels vormen. Ze bestaan uit oranjegele komvormige puistjes en zijn in Midden-Europa zichtbaar in april en mei. De bolvormige, veelhoekige of ellipsvormige, geeloranje aeciosporen zijn 20-30 µm breed en 15-24 µm lang. Ze hebben een fijn wrattenachtig wand.
Telia
De telia vormen een vlek met een diameter van 1 mm met daarom heen een brede, groene rand. Ze zijn in het onrijpe stadium geel en bedekt met de epidermis van het blad. In het rijpe stadium worden ze chocoladebruin en scheurt de epidermis open. Ze zijn in Midden-Europa zichtbaar in mei en juni. De eivormige of langwerpige, lichtbruine teliosporen zijn 22-42 μm breed en 16-25 μm lang en zijn gegroefd in de vorm van een rechthoekignetwerk. De wand is 1,5-2 µm dik. De korte steel is kleurloos.

## Verspreiding
Hondstandroest komt voor in Europa.

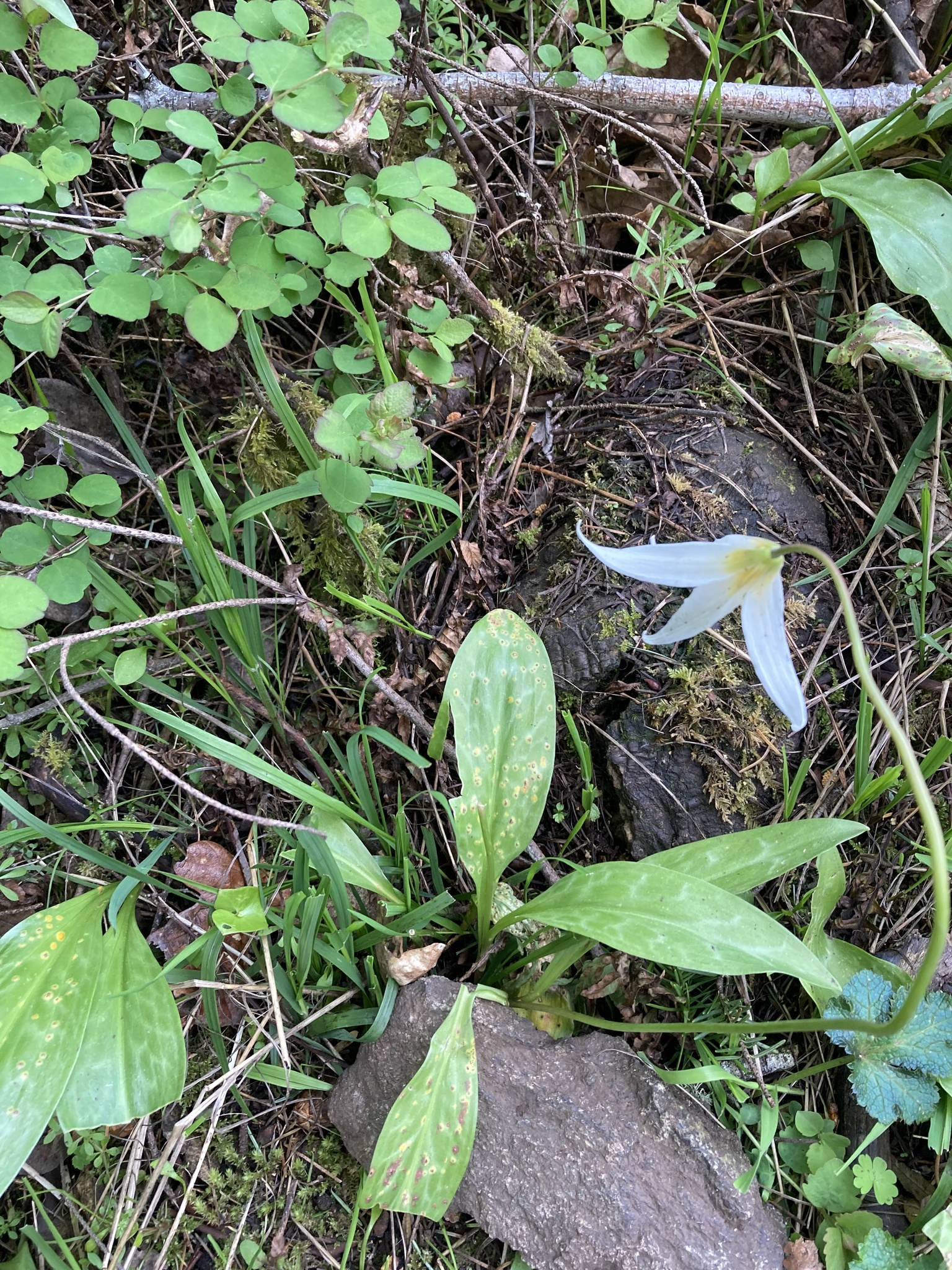
Plant
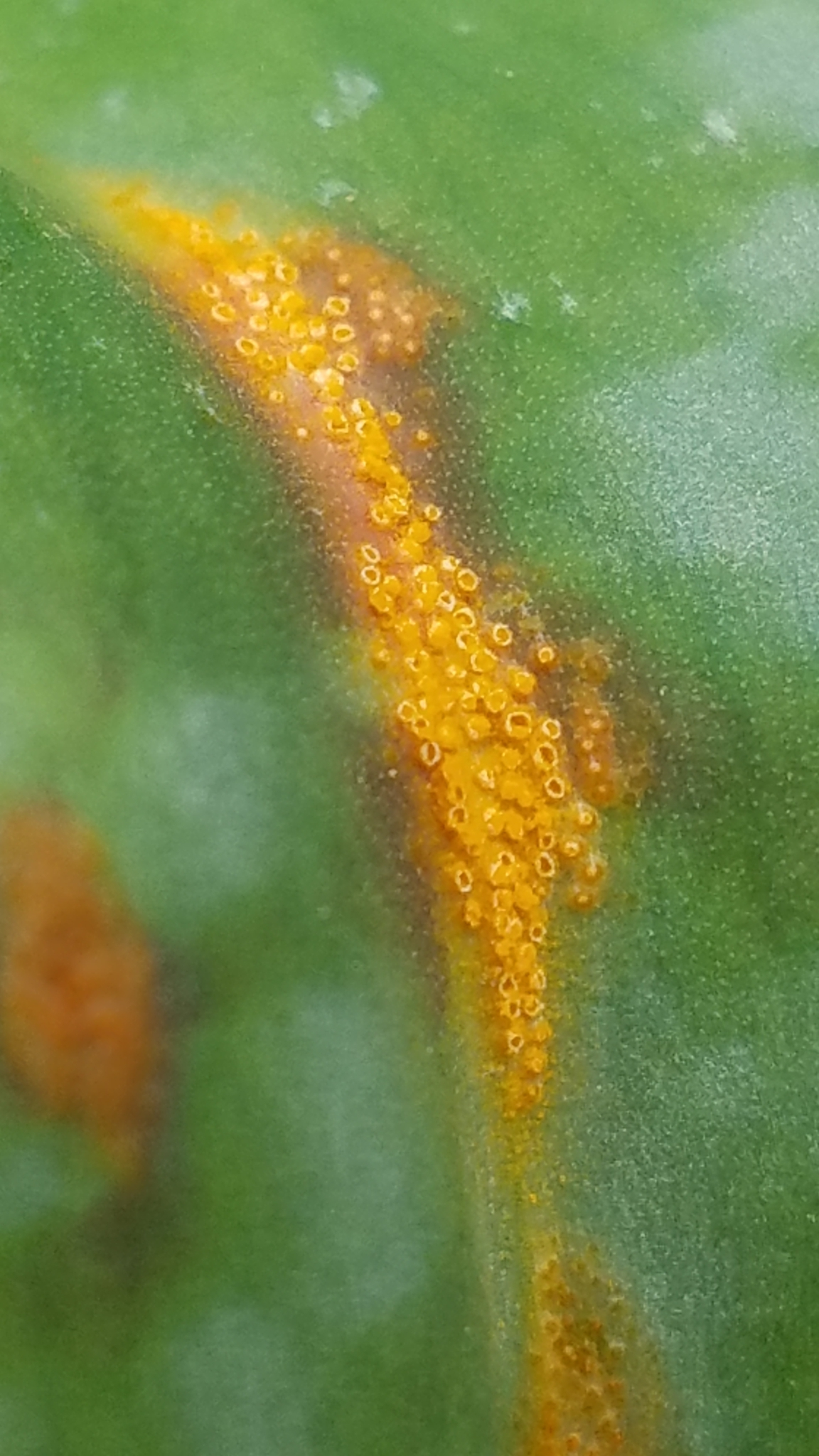
Aecia
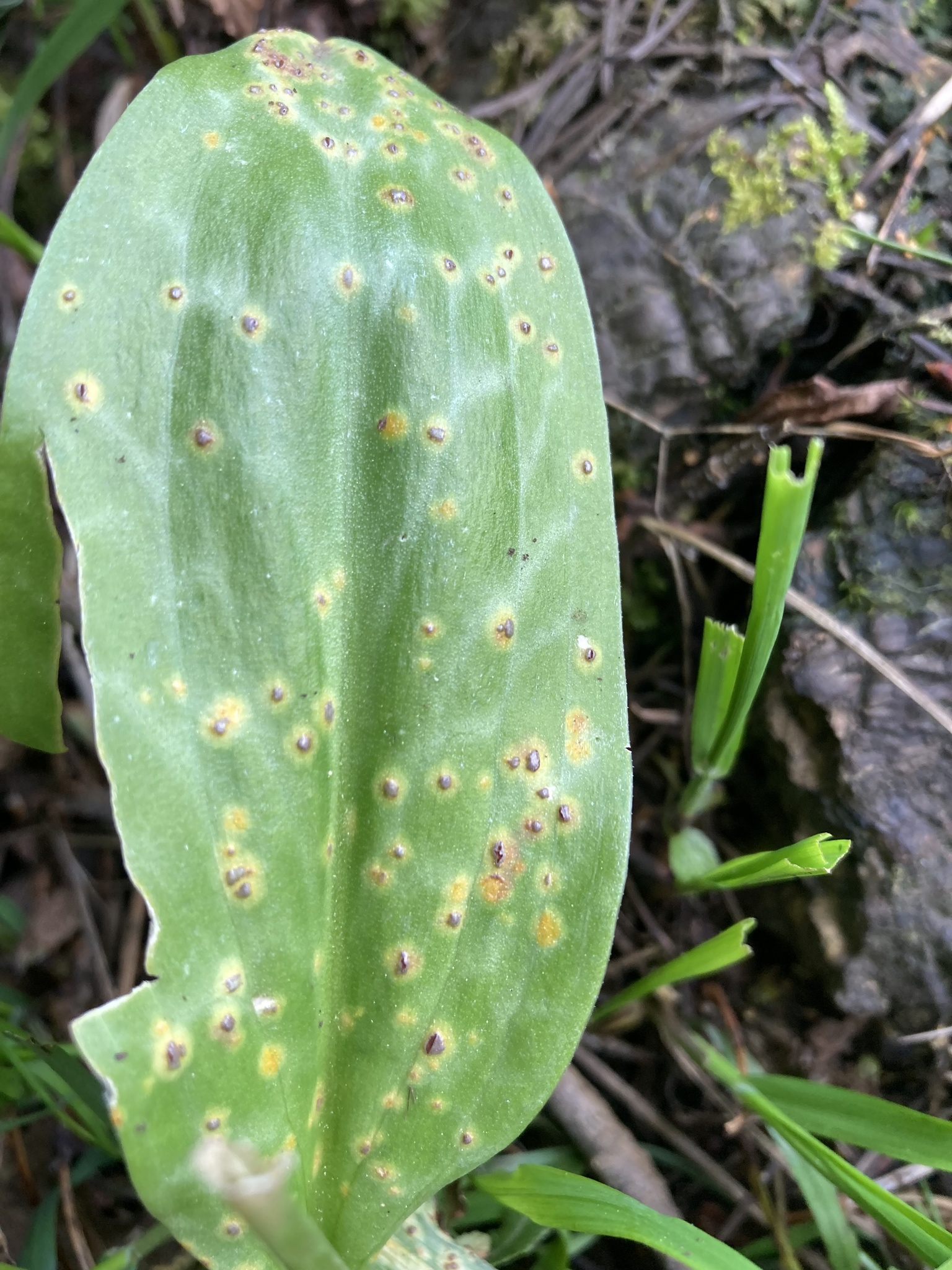
Telia
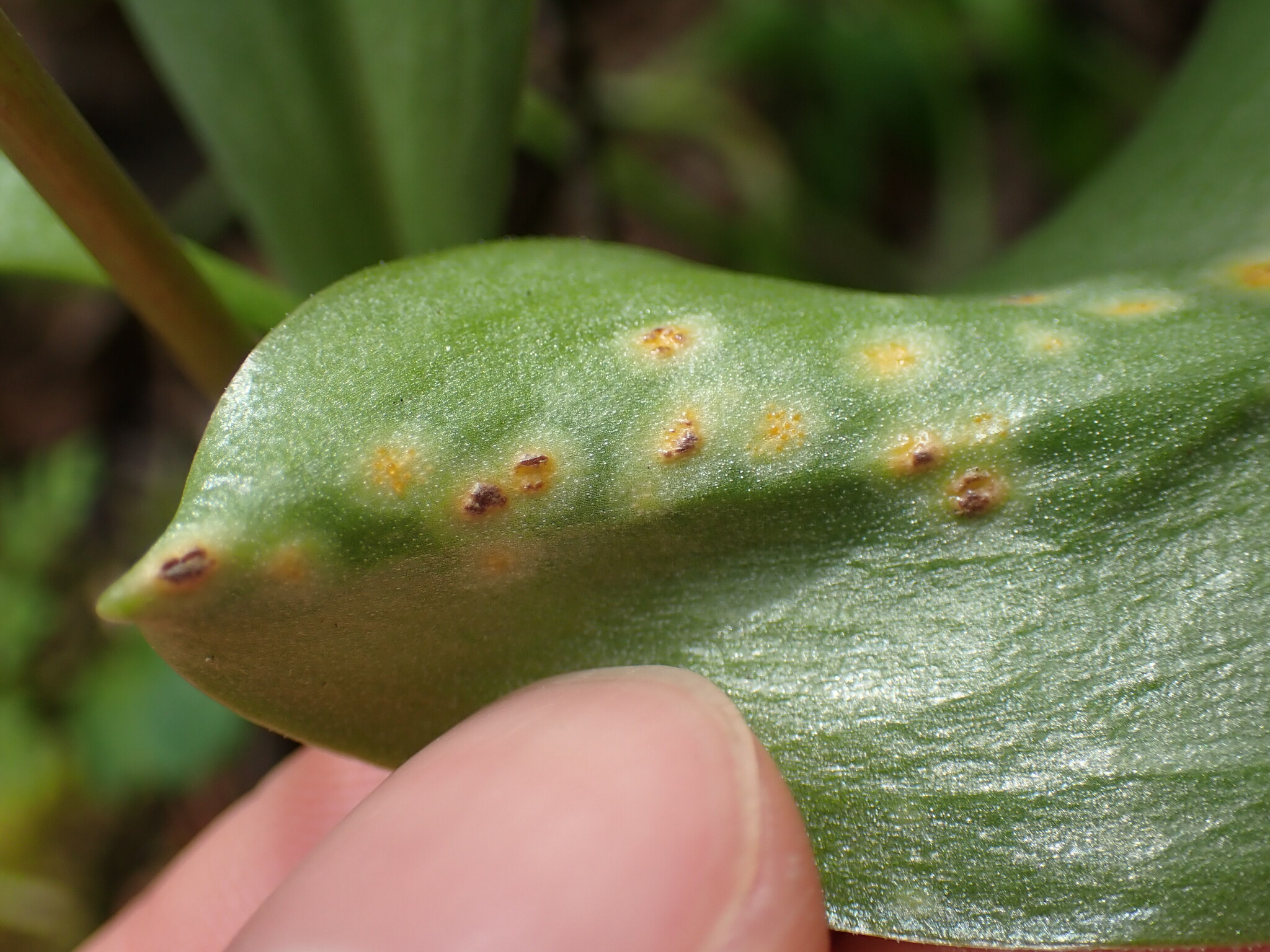
Telia